# Шакшука
Шакшука (туніською арабською: شكشوكة) — це страва з яєць, посмажених в соусі з помідорів, перцю чилі та цибулі. Може готуватися на базі іншої страви матбукха. Спеції (сіль, перець, кумин) додаються за бажанням. Країною походження вважається Туніс.

## Походження
Шакшука перекладається як «суміш» з туніської арабської або інших магрибських арабських діалектів. Цілком імовірно, що страва була спочатку відома як chakchouka, берберське слово, що означає овочеве рагу. Хоча «shakshek» також означає «трусити» в туніській арабській, на івриті та в берберській, даючи можливим вважати назву страви пунічною за походженням.
Chakchouk також дуже поширене прізвище в Тунісі.

## Історія

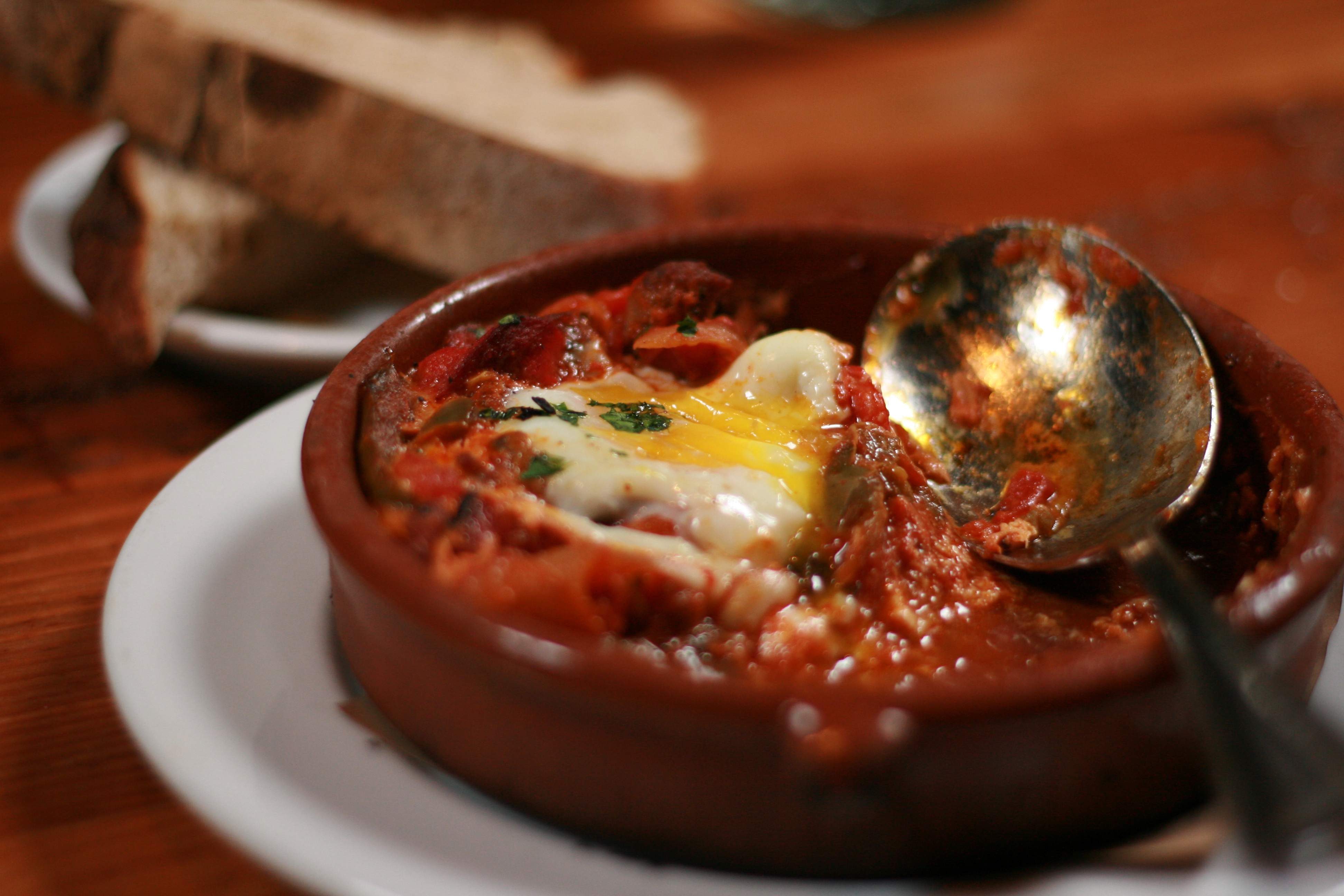
Індивідуальна порція шакшуки

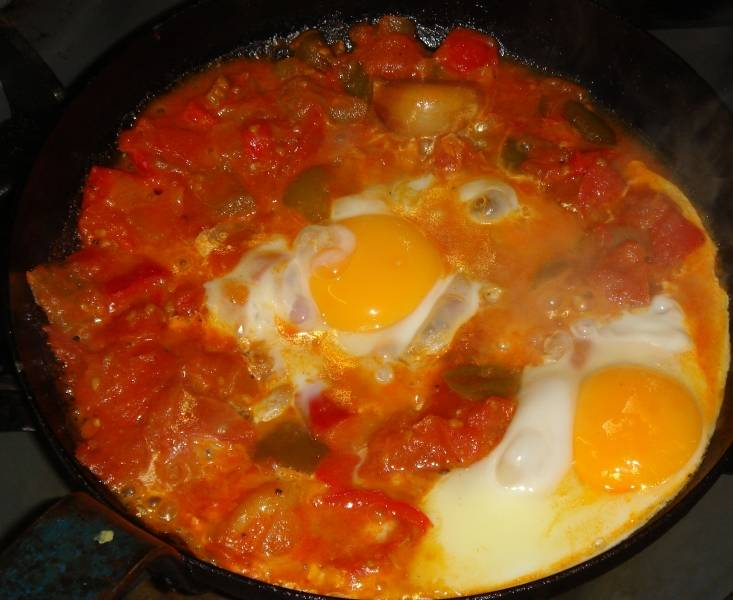
Туніська шакшука, подана в сковорідці

Шакшука — це основна страва туніської, лівійської, алжирської, марокканської та єгипетської кухонь, що традиційно подається в чавунній сковороді або таджині з хлібом, щоб вимокати соус. Вона також популярна в Ізраїлі, куди була завезена туніськими та магрибськими євреями, сотні тисяч з яких іммігрували до Ізраїлю в 1950-х.
Як пише Клаудіа Роден, туніські кухарі додавали до страви серцевини артишоків, картоплю та боби. Оскільки яйця є основним інгредієнтом, шакшука часто подається на сніданок, але в Ізраїлі також популярна як вечеря. Шакшука сперечається з  хумусом та фалафелем як національна страва, особливо в зимовий період. На думку деяких істориків харчування, страва була винайдена в Османській імперії, поширилася по всьому Близькому Сходу та в Іспанії, де вона часто подається з пряними ковбасами. За іншими здогадами, страва походить з Ємену, де вона подавалася зі схугом, гарячою зеленою пастою. Деякі варіації включають солоні сири, але традиційні рецепти дуже прості: вони складаються тільки з подрібнених помідорів, гострого перцю, часнику, солі, паприки, оливкової олії і яєць-пашот.

## Схожі страви
Шакшука подібна на турецьку страву менемен і мексиканський сніданок Huevos Rancheros. Турецька кухня має страву, що вимовляється як шакшука, але більше схожа на рататуй. Шакшука також є подібною до матбухи, проте обов'язково містить у складі яйця.